# Pohořelice (stacja kolejowa)
Pohořelice – stacja kolejowa w Pohořelicach, w kraju południowomorawskim, w Czechach. Znajduje się na wysokości 185 m n.p.m.
Jest zarządzana przez Správę železnic. Na stacji nie ma możliwości zakupu biletów i rezerwacji miejsc. Obecnie jest wyłączona z użytku.

## Linie kolejowe
- 253 Vranovice - Pohořelice